# Colonnina

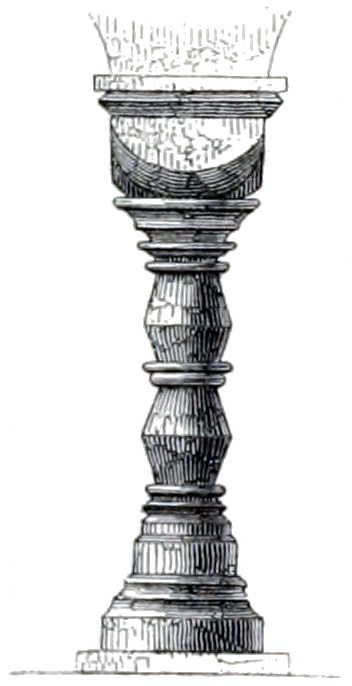
Illustrazione di una colonnina proveniente dal primo volume dell'Archaeological Journal (1845)

La colonnina è una colonna di piccole dimensioni o elemento verticale in genere che funge da decoro o sostegno per archetti, parapetti e altri elementi architettonici. Tra i materiali prediletti per la costruzione delle colonnine vi sono la pietra, il legno e, meno frequentemente, il metallo e la ceramica.

## Storia

### Antichità
Primeve testimonianze di colonnine sono quelle per finestre rappresentate nei bassorilievi dei palazzi assiri che avevano, almeno apparentemente, capitelli ionici. Stando anche a quanto si può osservare nei loro bassorilievi, gli antichi Greci e Romani non adottavano mai una singola piccola colonna ridotta, ma si servivano di due o più colonnine tornite come supporto per sedie e tavoli.

### 1500-1600

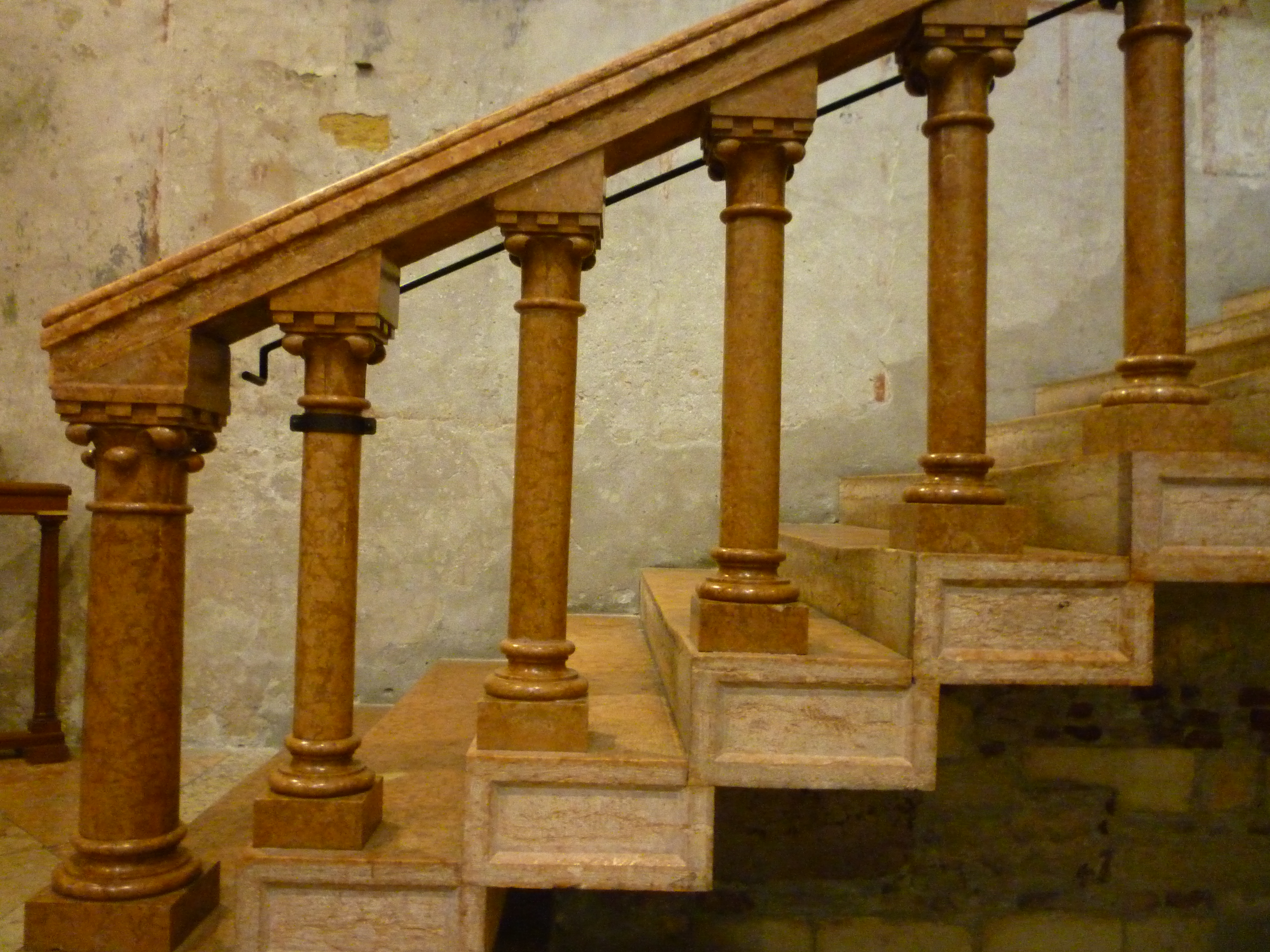
Corrimano della basilica di San Zeno, a Verona

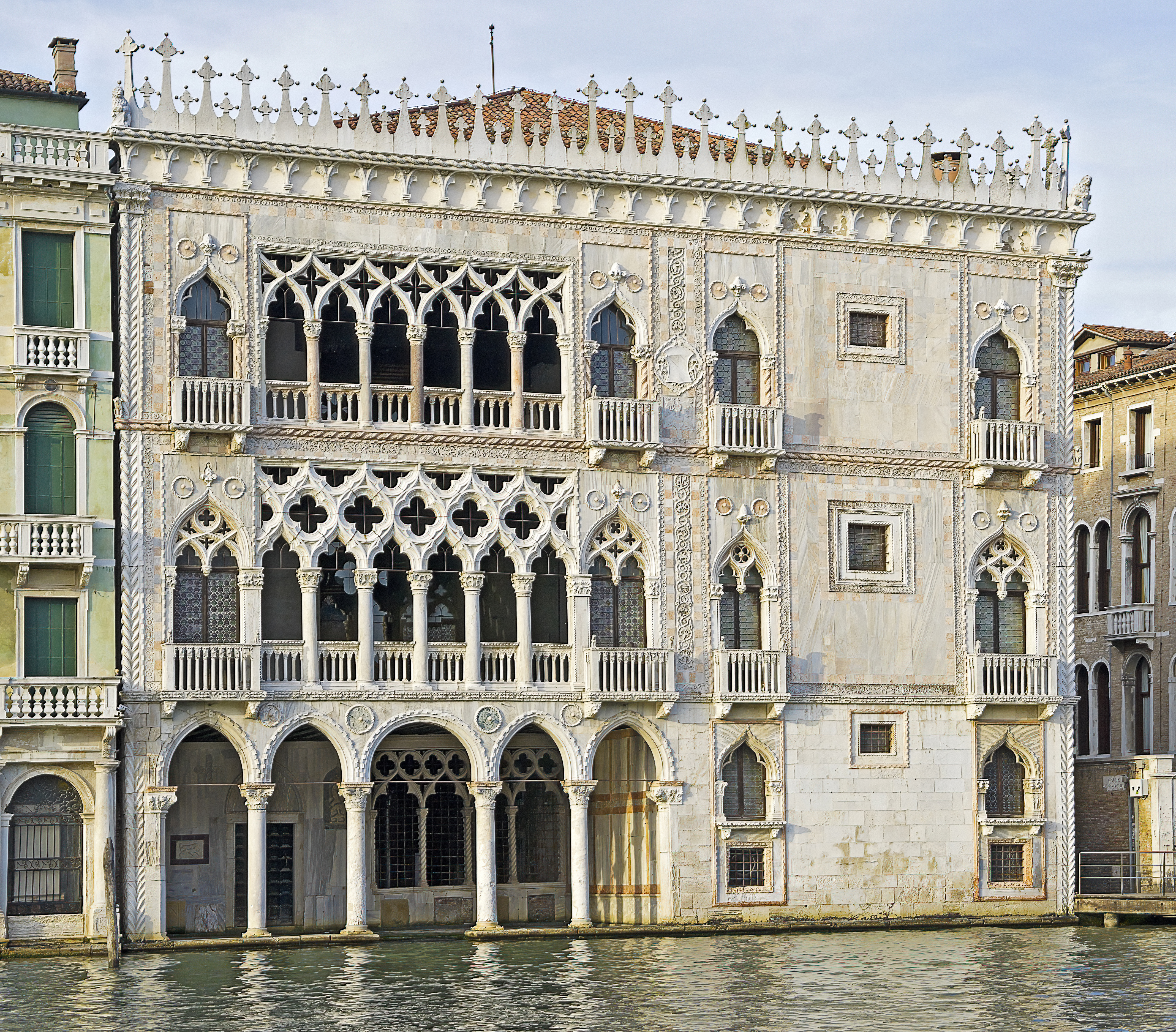
Facciata della Ca' d'Oro, a Venezia

Nel tentativo di spiegare le origini delle colonnine, H. Siebenhüner riporta che le prime siano rappresentate nel basamento della scultura Giuditta e Oloferne (1453-1457) di Donatello. Molti palazzi del Rinascimento che si possono trovare in tutta Italia presentano file di colonne ridotte; spiccano tra gli altri quelli di Giuliano da Sangallo, che iniziò ad adornare i suoi progetti con delle colonnine a partire dalla sua Villa medicea di Poggio a Caiano (1470-1520 ca.) e adoperò tali elementi strutturali per ricostruire diverse strutture antiche. Grazie a Sangallo che fece conoscere le colonnine a Bramante, costruttore del noto Tempietto romano, e Michelangelo, esse divennero un elemento caratteristico di molta architettura cinquecentesca.
Rudolf Wittkower distingue due tipi di colonnine: uno di tipo simmetrico e vasiforme, composto da due parti bulbose separate da un toro o un anello concavo, e uno a forma di vaso semplice. Wittkower riporta diversi esempi di colonnine, come quelle progettate da Michelangelo per la scalinata del Campidoglio (1546 ca.) e, prima di lui, nel tamburo della chiesa di Santa Maria delle Grazie di Milano (1482 ca.), nelle ringhiere nelle cattedrali di Aquileia (1495 ca.) e Parma, nel cortile di San Damaso presso il Palazzo Apostolico vaticano, e quelle che coronano la balaustra della Basilica della Santa Casa di Loreto (1535), opera di Sangallo il Giovane.
Durante l'epoca del manierismo e il barocco le colonnine assunsero connotati complessi, con decori audaci che richiamano il vasellame del periodo, che era a sua volta ispirato alle anfore greche. I caratteristici design delle colonnine in quercia e noce dei mobili del XVII secolo inglesi e olandesi prendevano a modello le colonne tortile, già utilizzate in vari progetti di Gian Lorenzo Bernini, caddero in disuso dopo i primi anni del Settecento.
Agli inizi del diciassettesimo secolo, all'infuori dall'Europa, le colonne di formato ridotto divennero una ricorrenza dell'architettura moghul grazie agli interventi di ristrutturazione voluti dal sovrano Shah Jahan per i forti di Agra e Delhi.

### 1700-1800
Durante il Settecento, con l'imporsi dell'architettura neoclassica, le colonnine divennero più sobrie.
Ebba Koch dichiara che le colonnine foliate e con motivi naturalistici divennero una prerogativa dell'architettura indo-islamica nell'India settentrionale e centrale tra il diciottesimo e il diciannovesimo secolo.